# Best of Chris Isaak
Best of Chris Isaak è un album di raccolta del musicista statunitense Chris Isaak, pubblicato nel 2006.

## Tracce
1. San Francisco Days
2. Somebody's Crying
3. Wicked Game
4. Baby Did a Bad, Bad Thing
5. Let Me Down Easy
6. Two Hearts
7. King Without a Castle
8. Only the Lonely
9. Speak of the Devil
10. Blue Spanish Sky
11. You Owe Me Some Kind of Love
12. Can't Do a Thing (To Stop Me)
13. Let's Have a Party
14. Dancin'
15. Blue Hotel
16. Please
17. I Want You to Want Me
18. Forever Blue (Acoustic Version)